# 한스 폰 오하인
한스 요아힘 팝스트 폰 오하인(영어: Hans Joachim Pabst von Ohain, 1911년 12월 14일 ~ 1998년 3월 13일)은 독일의 발명가이며, 제트 기관을 발명한 사람들 중의 하나이다.

## 생애
데사우에서 태어나 괴팅겐 대학에서 박사 학위를 받았다. 그후에 거기서 물리학 연구소 총장 후고 폰 폴의 하급 보조가 되었다. 독일의 항공기 건조자 에른스트 하인켈이 디자인 보조를 대학에 청할 때 폴이 오하인을 추천하였다. 오하인은 1936년 하인켈의 제조사에 들어갔다.

## 업적
오하인의 실험들은 하인켈의 공장에서 비밀적으로 실행되었고, 1937년 벤치 시험에서 결과를 얻어 1939년 정식으로 제트기 He178기가 발명되었다. 그해 8월 27일 이른 아침에 첫 제트기가 비행하였으며, 오하인의 원심력 터보제트 엔진 HeS3b기가 비행기의 착륙 창지가 기체내로 끌어들이는 데 실패함에 불구하고 완벽한 이행을 이루어, 계획된 스피드의 가속으로부터 시험 조종사를 방지하였다.
오하인은 계속적으로 자신의 일을 하였으며, 1941년 4월 2일에 처음으로 비행된 향상적 엔진 HeS8-A기를 개발하였다. 독일 최고 사령부가 이 개발들의 간직된 소식통임에 불구하고 결과적으로 오하인의 엔진들은 제2차 세계대전 때 약간 이용되었음 밖에 보지 못하였다.
1947년 미국으로 건너갔으며, 1998년 3월 13일 플로리다주 멜번에서 사망하였다.

## 같이 보기
- 프랭크 휘틀

## 참고 문헌
- Lutz Warsitz: THE FIRST JET PILOT - The Story of German Test Pilot Erich Warsitz, Pen and Sword Books Ltd., England, 2009, ISBN 978-1-84415-818-8, English Edition